# Niek Heldoorn
Niek Heldoorn (1999) es un deportista neerlandés que compite en triatlón. Ganó una medalla de plata en el Campeonato Europeo de Triatlón de Larga Distancia de 2022.

## Palmarés internacional
| Campeonato Europeo | Campeonato Europeo    | Campeonato Europeo | Campeonato Europeo |
| Año                | Lugar                 | Medalla            | Prueba             |
| ------------------ | --------------------- | ------------------ | ------------------ |
| 2022               | Almere (Países Bajos) | Medalla de plata   | Individual         |